# 조길우
조길우(曺吉宇, 1944년 1월 13일, 경상남도 김해시 ~ )은 대한민국의 정치인이다. 제1·2·3·4·5대 부산광역시의원, 제35대 부산광역시 동래구청장을 역임했다.

## 학력
- 토성국민학교 졸업
- 경남중학교 졸업
- 경남고등학교 졸업
- 부산대학교 행정학과 졸업

## 경력
- 1991.07 ~ 1995.06 제1대 부산직할시의회 의원
- 1995.07 ~ 1998.06 제2대 부산광역시의회 의원
- 1998.07 ~ 2002.06 제3대 부산광역시의회 의원
- 2000.07 ~ 2002.06 제3대 부산광역시의회 후반기 부의장
- 2002.07 ~ 2006.06 제4대 부산광역시의회 의원
- 2004.02 ~ 2004.07 제4대 부산광역시의회 전반기 의장
- 2004.07 ~ 2006.06 제4대 부산광역시의회 후반기 의장
- 2006.07 ~ 2010.05 제5대 부산광역시의회 의원
- 2006.07 ~ 2008.07 제5대 부산광역시의회 전반기 의장
- 2010.07 ~ 2014.06 제35대 부산광역시 동래구청장

## 역대 선거 결과
|  | 40.2% |

|  | 0% |

|  | 81.96% |

|  | 63.26% |

|  | 0% |

|  | 49.11% |

|  | 18.23% |